# Dendroseris berteroana
Dendroseris berteroana là một loài thực vật có hoa trong họ Cúc. Loài này được (Decne.) Hook. & Arn. mô tả khoa học đầu tiên năm 1835.